# Хунмэньское празднество
Хунмэньское празднество или банкет у Хунских ворот (кит. трад. 鴻門宴, упр. 鸿门宴, пиньинь Hóng Mén Yàn) — историческое событие 206 года до н. э. у ворот Хунмэнь (鴻門) за пределами столицы покорённой Циньской империи города Сяньян (сейчас это место находится в деревне Хунмэньбао посёлка Синьфэн района Линьтун города Сиань провинции Шэньси). Событие знаменито тем, что Сян Юй принимал здесь в своей ставке Лю Бана — оба были недавно союзниками в восстании против Циньской империи (209—206 до н. э.), однако отношения между ними были напряжёнными, и впоследствии вылились в междоусобную войну, в которой в итоге победителем оказался Лю Бан — будущий основатель Хань. Хунмэньское празднество часто вспоминается в китайских исторических книгах, художественной литературе и популярной культуре.

## Историческая ситуация
После смерти императора Цинь Шихуанди Циньскую империю захлестнули восстания, которые не прекращались с 209 по 206 гг. до н. э., пока династия не пала. Отдельные царства времён периода Сражающихся царств, уничтоженные царством Цинь 12-20 лет назад, снова заявили о себе и провозгласили ванов. В центре восстания стояло царство Чу. В 208 году Сян Лян, дядя Сян Юя, возвёл на чуский престол Хуай-вана как номинального правителя, однако проиграл сражение и был убит в битве при Динтао. Хуай-ван взял руководство армией на себя. Сян Юй и Лю Бан были назначены командующими армиями, перед которыми была поставлена задача занять Гуаньчжун — центральную плодородную территорию царства Цинь вокруг столицы. Тот, кто первый войдёт в Гуаньчжун, должен был получить область в правление с титулом Гуаньчжун-вана.
В конце 207 года до н. э. Лю Бан провёл свою армию через перевал Угуань (武關) и занял Гуаньчжун, вошёл в столицу Сяньян, и последний циньский император Цзыин сдался Лю Бану, династия Цинь была таким образом ликвидирована. Лю Бан отдал приказ сохранять в столице порядок и не причинять вреда жителям, не грабить и не мародёрствовать. При этом Лю Бан выставил отряд на перевале Ханьгугуань (函谷關), чтобы воспрепятствовать войску Сян Юя вход в Гуаньчжун.
В это время Сян Юй одержал большую победу в битве под Цзюйлу, и ему сдался циньский генерал Чжан Хань. Прибыв на перевал Ханьгугуань, он обнаружил, что Лю Бан уже занял Гуаньчжун и столицу. Он тогда атаковал отряд, посланный Лю Баном защитить перевал, и овладел перевалом, продвинувшись на запад по Сишуй (戲水). Ставка Лю Бана находилась в Башане (霸上).

## Перед событиями
Сян Юй шёл к столице с полумиллионным войском, что примерно в пять раз превышало армию Лю Бана.
Цао Ушан (曹無傷), решивший предать Лю Бана, написал Сян Юю секретное письмо о том, что Лю Бан собирается присвоить себе титул «Гуаньчжун-вана» в соответствии с обещаниями Чуского Хуай-вана, при этом последний циньский император Цзыин будет назначен канцлером в правительстве Лю Бана, и что Лю Бан присвоил себе все сокровища столицы Сяньяна. От этих известий Сян Юй пришёл в бешенство и стал готовиться к атаке на Лю Бана. Советник Сян Юя, Фань Цзэн, чувствовал опасность в возвышении Лю Бана и настаивал на том, чтобы Лю Бан должен быть уничтожен как можно скорее.
Дядя Сян Юя, Сян Бо, был в дружеских отношениях с советником Лю Бана, Чжан Ляном. Сян Бо боялся за жизнь друга и предупредил его об опасности, предлагая бежать от Лю Бана. Чжан Лян рассказал Лю Бану об опасности и попросил его совета. Опасаясь расправы, Лю Бан решил явиться лично в лагерь Сян Юя,  и уступить ему столицу, в январе 206 до н. э.
Чжан Лян решил использовать дружбу с Сян Бо, чтобы ослабить подозрительность Сян Юя. Сян Бо встретился с Лю Баном и был принят тем с большим радушием, строя планы брака между своим сыном и дочерью Сян Бо и прося посодействовать в разрешении конфликта с Сян Юем. Вернувшись в лагерь Сян Юя, Сян Бо заверил племянника, что Лю Бан не имеет в виду ничего дурного, и передал желание Лю Бана посетить Сян Юя с дружеским визитом.

## Празднество
На следующий день Лю Бан в сопровождении отряда из 100 человек явился к Сян Юю в Хунмэнь (鴻門), где был приготовлен пышный приём. Лю Бан рассказал, что ему удалось вступить в Гуаньчжун по чистой удаче; он принёс извинения Сян Юю, всячески расхваливая его доблесть в сражениях. Лю Бан также указал на недоразумение по чьему-то навету, и Сян Юй признался, что ему написал Цао Ушан, и сердечно пригласил Лю Бана поучаствовать в празднестве.
В зале основные участники уселись следующим образом: Сян Юй и его дядя Сян Бо расположились лицом к востоку; советник Фань Цзэн сел лицом к югу, а Лю Бан — лицом к северу; Чжан Лян — лицом к западу. Фань Цзэн постоянно делал сигналы Сян Юю, чтобы тот воспользовался случаем и убил Лю Бана, но сигналы оставались без внимания. Тогда Фань Цзэн отвёл в сторону Сян Чжуана, двоюродного брата Сян Юя, и попросил его исполнить танец с мечом для развлечения гостей и во время танца убить Лю Бана. Как только Сян Чжуан начал танцевать, Сян Бо тоже включился в танец, загораживая всё время собою Лю Бана.
Чжан Лян, почувствовав опасность, вышел и пригласил Фань Куая, огромного сильного генерала из армии Лю Бана. Фань Куай вошёл в зал без приглашения в доспехах при полном вооружении, прервав танец с мечами, и встал перед Сян Юем. Сян Юй был потрясён его видом и назвал его «храбрым воином» (壯士). Он приказал поднести Фань Куаю кубок вина, а потом большой кусок свинины, который тот ел, отрезая своим мечом. Сян Юй предложил воину ещё вина. Фань Куай сказал, что было бы несправедливо пытаться убить Лю Бана, показывая, что Лю Бан не имеет никаких недобрых намерений против Сян Юя. Он рассказал, что Лю Бан не грабил столицу, а, наоборот, отвёл армию в Башан, ожидая прибытия Сян Юя, а войска были посланы охранять перевал, чтобы там не прошли мародёры.
Сян Юй не стал отвечать, а пригласил Фань Куая присоединиться к празднеству.

### БегствоЛю Бана
В какой-то момент Лю Бан встал, чтобы выйти в туалет, а сопровождал его Фань Куай. Вскорости Сян Юй послал Чэнь Пиня позвать Лю Бана обратно. Лю Бан хотел вернуться, чтобы попрощаться, но Фань Куай не разрешил, считая это опрометчивым («нас тут разделают на этом банкете как рыбу и мясо»). Фань Куай объяснил, что жизнь Лю Бана сейчас полностью находится в руках Сян Юя, и что надо бежать как можно скорее. Лю Бану подготовили лошадь, а Фань Куай и ещё трое сопровождающих шли за ним пешком.
Перед бегством Лю Бан передал Чжан Ляну пару драгоценных яшмовых кубков, которые следовало подарить Сян Юю и Фань Цзэну вместе с извинениями за неожиданный уход. Чжан Лян вернулся на место и от имени Лю Бана принёс извинения, объяснив, что Лю Бан слишком много выпил и не может продолжать участие в празднике. Сян Юй принял извинения, однако Фань Цзэн пришёл в ярость и рассёк свой яшмовый кубок мечом, предупреждая, что рано или поздно Лю Бан отнимет у Сян Юя всю империю.
Вернувшись в лагерь, Лю Бан немедленно казнил Цао Ушана, который написал Сян Юю письмо с наветами на Лю Бана.

## После событий
Лю Бан, появившись на празднестве, продемонстрировал Сян Юю готовность к уступкам и отвёл войска, чтобы Сян Юй занял столицу.
Сян Юй уничтожил и разграбил весь город, казнив последнего циньского императора Цзыина и вырезав весь его род.
Закрепив в столице новую империю, он назначил удельных князей, выделив Лю Бану лишь удалённую часть центральной области Гуаньчжун. На престоле формально остался чуский император И-ди, но фактически правил Сян Юй, довольствуясь титулом князя-гегемона.
Однако новая империя существовала недолго — почти сразу же разгорелась многосторонняя гражданская война, и скоро Лю Бан выступил против Сян Юя.
В 202 году до н. э. сбылось предсказание Фань Цзэна. Сян Юй проиграл трудную войну и покончил с собой, а Лю Бан победил в битве под Гайся и объединил Китай под властью новой династии Хань, приняв титул императора Гао-цзу.

## Подлинность событий
Поздние китайские исследователи (такие как Дун Фэнь, Лян Юйшэнь) отмечали ряд нестыковок в событиях, что позволяет сделать вывод, что история по меньшей мере перемешана с устной традицией. Непонятно, как могли пять гостей незаметно исчезнуть из хорошо охраняемого лагеря, почему пока Лю Бан со спутниками не добрался до своего лагеря, не была поднята тревога, почему Лю Бан был на лошади, а остальные — пешком.

## Отражение в культуре
Эпизод Хунмэньского празднества нашёл широкое отражение в литературе и фольклоре. В современном китайском языке существует устойчивое словосочетание (чэнъюй) «Хунмэньское празднество» для обозначения ловушки или ситуации ложной радости, за которой скрыто предательство. Другая идиома, ссылающейся на данный инцидент, звучит Сян чжуан у цзянь, и цзай Пэй Гун (кит. трад.  項莊舞劍 ，意在沛公, упр. 项庄舞剑,意在沛公 , пиньинь Xiàng Zhuāng wǔ jiàn, yì zài Pei Gōng), которая переводится как «Сян Чжуан танцует с мечом, норовя (напасть) на Пэй-гуна», здесь Пэй-гун — титул Лю Бана в момент инцидента, под которым он упоминается в исторических хрониках; фраза как идиома означает, что действия некоторого человека несут в себе сокрытое нападение на другого.

### В кино
- «Хунмэньское празднество» (2011) — снимались Леон Лай (Лю Бан), Энтони Вонг (Фань Цзэн).